# Карагезян, Левон Айказович
Левон Айказович Карагёзян (арм. Լևոն Հայկազի Կարագյոզյան) (29 мая 1913, Эривань, Российская империя — 26 февраля 1986, там же, Армянская ССР, СССР) — советский и армянский актёр, драматург и сценарист. Заслуженный деятель искусств Армянской ССР (1968). Член Союза писателей СССР (с 1949).

## Биография
Родился 29 мая 1913 года в Эривани. В 1934 году поступил на химико-технологический факультет Ереванского политехнического института, который он окончил в 1939 года, одновременно с этим окончил Высшие литературные курсы при Литературном институте имени А. М. Горького. В 1941 году в связи с началом ВОВ ушёл добровольцем на фронт и прошёл всю войну. После демобилизации, с 1948 года начал свою литературную деятельность и продолжал её до смерти.
Скончался 26 февраля 1986 года в Ереване.

## Фильмография

### Актёр
- 1968 — Встреча на выставке
- 1970 — Кум Моргана

### Сценарист
- 1956 — Из-за чести (оригинальный текст — Александр Ширванзаде)
- 1959 — Прыжок через пропасть
- 1964 — Мсье Жак и другие
- 1967 — Каринэ
- 1970 — 2-Леонид-2